# Đền Hiếu đạo

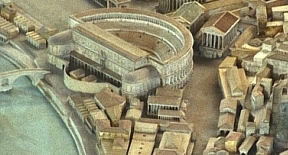
Đền Hiếu đạo nằm ở phía tây của chợ rau La Mã và phía đông nam của Nhà hát Marcellus trong mô hình La Mã thời đế chế của Gismondi, Bảo tàng Văn minh La Mã.

Đền Hiếu đạo hay Đền Piety (tiếng Latinh: Aedes Pietatis) là một ngôi đền La Mã dành riêng cho nữ thần Pietas, một vị thần nhân cách hóa của lòng hiếu thảo. Đền được xây dựng vào năm 181 trước Công nguyên ở phía bắc của Diễn đàn Olitorium, chợ rau của La Mã, và bị phá hủy vào năm 44 trước Công nguyên để nhường chỗ cho tòa nhà cuối cùng được gọi là Nhà hát Marcellus. Có vẻ như nó đã được xây dựng lại và các dịch vụ của nó tiếp tục được duy trì trong thời kỳ đế chế, mặc dù điều này vẫn còn gây tranh cãi bởi một số học giả.

## Lịch sử

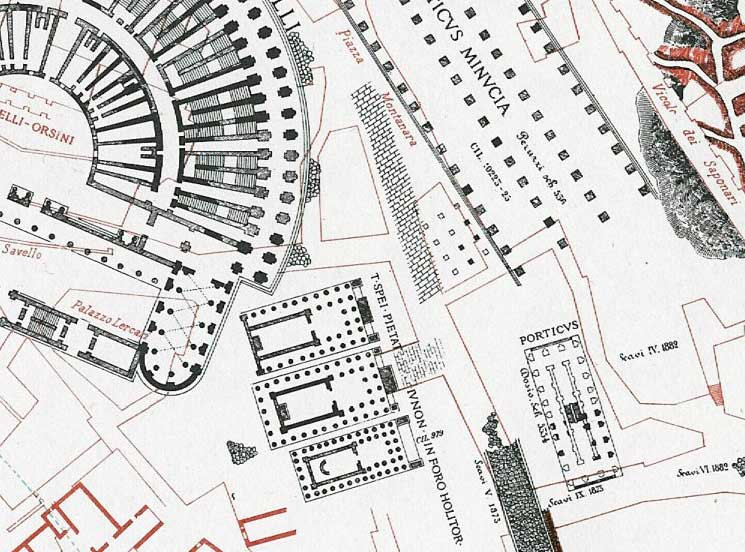
Bản đồ các ngôi đền cạnh Diễn đàn Olitorium của Lanciani dựa trên Bản đồ Thành phố La Mã thời Severan, đặt Đền Hiếu đạo giữa Đền Spes và Đền Juno Sospita vào đầu thế kỷ thứ 3

Việc xây dựng đền thờ được vị chấp chính quan và là người mới của giới bình dân Manius Acilius Glabrio thề nguyện long trọng tại Trận chiến Thermopylae vào năm 191 trước Công nguyên, nơi quân đoàn của ông đã đánh bại Antiochos III Đại đế trong cuộc chiến tranh La Mã-Seleucid. Lý do cho việc cúng hiến này không rõ trong các nguồn tư liệu còn sót lại, mặc dù một số học giả hiện đại đã gợi ý rằng ông đã được truyền cảm hứng bởi một hành động hiếu nghĩa trong trận chiến, có thể là của chính con trai ông.
Acilius Glabrio bắt đầu xây dựng Đền Hiếu đạo nhưng đã bị mất danh dự trong một cuộc bầu cử censor (quan kiểm tra) tranh chấp - ông rút khỏi cuộc bầu cử sau khi đối thủ của mình là Marcus Porcius Cato cáo buộc một cách thuyết phục rằng ông đã biển thủ tiền cướp được từ chiến dịch ở Hy Lạp của mình—và không bao giờ giữ chức vụ cao cấp nào nữa. Đền Hiếu đạo được hoàn thành và khánh thành vào năm 181 trước Công nguyên bởi con trai của Glabrio, người cũng có tên là Manius Acilius Glabrio. Con trai của Glabrio được bổ nhiệm làm duumvir để giám sát việc xây dựng đền thờ. Đền Hiếu đạo nằm ở phía tây bắc của Diễn đàn Olitorium, chợ rau của La Mã, gần Cổng Carmental ở phía tây của Đồi Capitoline. Đền thờ có một bức tượng bằng vàng của chấp chính quan Glabrio, là bức tượng vàng đầu tiên của một công dân La Mã trong thành phố.
Đền Hiếu đạo đã trở nên gắn liền với một truyền thuyết Hy Lạp về một người con gái đã cho cha hoặc mẹ bị giam cầm bú sữa, có lẽ là do sự hiện diện của Columna Lactaria trong diễn đàn. "Cột cho con bú" này là nơi mà trẻ sơ sinh nghèo có thể được cho uống sữa cho đến khi cai sữa; nó có thể đã truyền cảm hứng cho việc đặt ngôi đền hoặc ngôi đền có thể được xây dựng trên hoặc gần vị trí của một nhà tù cũ. Một phiên bản riêng biệt của câu chuyện kể rằng ngôi đền được xây dựng trên ngôi nhà cũ của gia đình, nơi được cho là đã được duy trì bằng chi phí của nhà nước sau sự kiện. Câu chuyện sau đó đã trở thành một chủ đề phổ biến trong hội họa Tây Âu vào đầu thời kỳ hiện đại, đặc biệt là thời kỳ Baroque. Đền thờ cũng đôi khi được liên kết với lòng hiếu thảo của Gaius Flaminius đối với cha mình, người đã kéo ông khỏi rostra mặc dù các quan tòa bình dân không thể xâm phạm được.
Đền Hiếu đạo dường như là ngôi đền "trong Circus Flaminius" bị sét đánh và hư hỏng nặng vào năm 91 hoặc 90 trước Công nguyên, mặc dù một số học giả vẫn tranh cãi về điểm này. Khi Julius Caesar trở thành nhà độc tài suốt đời, ông đã lên kế hoạch xây dựng một nhà hát lớn hơn nhà hát của Pompey trong khu vực và phá hủy khu phố phía tây bắc của Diễn đàn Olitorium - bao gồm cả Đền Hiếu đạo - để tạo chỗ vào năm 44 trước Công nguyên. Cháu trai và con nuôi của ông là Augustus sau đó đã hoàn thành việc xây dựng nhà hát này với tên gọi Nhà hát Marcellus.
Đền Hiếu đạo đã được di dời hoặc xây dựng lại hoàn toàn, tuy nhiên, vì các lễ hội của nó ở Diễn đàn Olitorium vẫn tiếp tục được tổ chức cho đến tận thời kỳ đế chế, khi đó nó là một phần của Khu vực IX của thành phố. Bản đồ thành phố La Mã thời Septimius Severus chi tiết vào đầu thế kỷ thứ 3 và bản sửa đổi hiện đại của Rodolfo Lanciani đặt ngôi đền được xây dựng lại này ở phía tây của diễn đàn giữa Đền Hy vọng và Đền Juno Sospita. Các học giả khác - không chú ý đến sự tồn tại liên tục của đền thờ - biến ngôi đền lớn ở giữa thành Đền Juno Sospita, di chuyển đền thờ Hy vọng về phía nam của nó và biến ngôi đền phía bắc thành Đền Janus.

### Trích dẫn
1. 1 2 3 4 5  Platner (1929), tr. 389–390.
2. 1 2  Beagon (2005), tr. 314.
3. 1 2 3 4  Enc. Brit. (1911).
4. ↑  Bloy (1998–1999), tr. 51.
5. ↑  Bloy (1998–1999), tr. 52.
6. 1 2 3  Bloy (1998–1999).
7. ↑  Livy, Ab Urbe Condita, Book XL, §34.
8. ↑  Cicero, On the Laws, Book II, §28.
9. ↑  Platner (1929), tr. 389.
10. ↑  Beagon (2005), tr. 314 – 315.
11. ↑  Beagon (2005), tr. 315.